# Geschaderův dům
Geschaderův dům je klasicistní měšťanský dům v historickém centru Šumperka a je pojmenován podle posledního majitele Aloise Geschadera. Nejstarší prokazatelně známé záznamy pochází z roku 1535. Dnešní podobu získal přestavbou na konci 18. století. V současnosti je budova využívána jako Evropský dům setkávání. Budova je chráněna zákonem jako kulturní památka České republiky.

## Nejstarší historie
Původně dům patřil zřejmě dominikánskému klášteru. V 16. století pak přešel do soukromých rukou. Prvním majitelem byl patrně hejtman žerotínského panství Jan Šalin (Schalini). V polovině 17. století dům koupil Valentin Peschke, výrobce textilní látky zvané trip. Jeho syn, Heinrich Peschke, patřil k nejvýznamnějším majitelům a nejpozoruhodnějším postavám šumperské historie.

## Období čarodějnických procesů
Heinrich Peschke, kterého Václav Kaplický v románu Kladivo na čarodějnice počeštil na Jindřich Peške, zdědil spolu s bratry po otci tajemství výroby již zmiňovaného tripu. Jeho bohatství mu dopomohlo k postavení mezi nejvlivnější osoby města a v 70. letech 17. století se stal městským
rychtářem. V období čarodějnických procesů byl i s manželkou obviněn z čarodějnictví a po několikaletém mučení zemřel.  Inkvizitor Jindřich Boblig z Edelstatu se nikdy jeho přiznání k čarodějnictví nedočkal. Peškeho dům získal velice výhodně jeden z jeho soudců, knížecí rychtář Franz Ferdinand Gaup.

## Období od 18. století
Od roku 1713, kdy Franz Gaup zemřel, dům měnil majitele a procházel stavebními úpravami. O jeho dnešní podobu se zasloužil Anton von Tersch, který jeho přestavbu dokončil. Posledním významným soukromým majitelem byl obchodník Alois Geschader, podle něhož je dům dodnes nazýván. V roce 1901 se stalo vlastníkem Město Šumperk, které zde po první světové válce zřídilo městské muzeum. V letech 1959 – 1988 se budova stala sídlem okresního archivu. Následně byla několik let prázdná.

## Evropský dům setkávání
V letech 1994 – 1995 proběhla celková rekonstrukce budovy, na které se mimo města a státu finančně podílely také Spolková republika Německo a sbírky od občanů obou zemí. V březnu 1995 schválilo Zastupitelstvo města Šumperka nový název Geschaderova domu – Dům evropského setkávání. Jeho slavnostní otevření se uskutečnilo 26. srpna 1995. V současné době je Dům evropského setkávání sídlem Společnosti česko-německého porozumění Šumperk – Jeseníky.

## Expozice čarodějnických procesů
V původním gotickém sklepení je od roku 2010 umístěna expozice Čarodějnické procesy, která přibližuje historické události z období 2. poloviny 17. století. Expozice využívá nejmodernější technologii průvodcování, tzv. guidePORT a je jedním ze zastavení na Čarodějnické cyklotrase vedoucí po stopách čarodějnických procesů od Mohelnice přes Šumperk až do Zlatých Hor, polské Nisy a Paczkowa.